# Green Bird

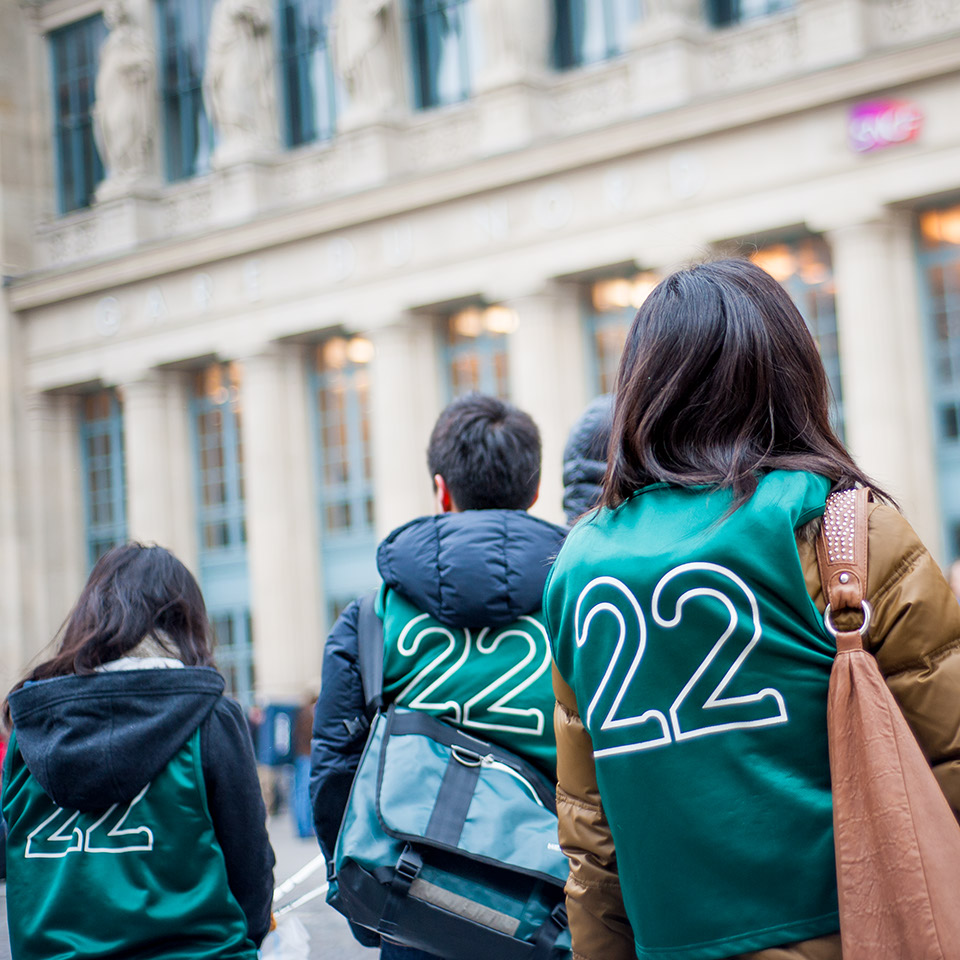
Bénévoles de Green Bird Paris devant la Gare du Nord

Green Bird (グリーンバード, Gurīn bādo) est une association japonaise créée en 2003, qui rassemble des volontaires qui se sont donné l’objectif de nettoyer les rues de leur ville. 

## Le mouvement
Initié par de jeunes Japonais soucieux de la propreté de leurs rues, ils ont comme ambitions de faire prendre conscience à la population de la réjouissance de se promener dans des lieux propres et de l’importance du respect de l’environnement. Le mouvement à tout d’abord pris racine au Japon.
À Paris, depuis 2007, ces Japonais vêtus de vert se sont attaqués à la Concorde, aux Champs-Élysées et à la tour Eiffel. François Dagnaud, adjoint PS au maire de Paris a accompagné ces nettoyeurs. Selon lui, « Les grandes villes du monde sont confrontées à des enjeux majeurs de propreté. Ça amène l’ensemble des citoyens du monde à se mobiliser. Les Japonais sont issus de civilisations urbaines, ils sont un peu en avance sur nous ». De nombreux Français se sont prêtés au jeu et ont revêtu l’habit vert des Green Bird en se donnant la tâche de participer à l’embellissement de leur ville. Toujours active en 2015, l'association est de sortie une fois par mois. Selon une quadragénaire japonaise installée à Paris depuis 2004 « Au Japon, les habitants sont éduqués à la propreté à l’école et nettoient autour de leur habitation. »

## Histoire
- janvier 2003 - Création du mouvement ;
- septembre 2003 - début de l'activité à Shimo-Kitazawa ;
- octobre 2003 - début de l'activité à Fukuoka ;
- avril 2004 - début de l'activité à Komazawa (Setagaya) ;
- octobre 2005 - début de l'activité à Kamakura ;
- décembre 2005 - début de l'activité à Kichijōji et Shibuya ;
- août 2006 - début de l'activité à Kabukicho ;
- janvier 2007 - début de l'activité à Paris ;
- octobre 2007 - début de l'activité à Nagasaki ;
- avril 2008 - début de l'activité à Kumamoto ;
- juillet 2008 - début de l'activité à Akasaka, Miyazaki, Kagoshima ;
- octobre 2008 - début de l'activité à Osaka ;
- janvier 2009 - début de l'activité à Echigo Yuzawa (préfecture de Niigata), Shizuoka, Shinshu, Kyoto et au Sri Lanka ;
- avril 2009 - début de l'activité à Omiya, Nagoya, Sapporo, Matsuyama, Okinawa, Sagamihara et à Sendai ;
- mai 2009 - début de l'activité à Chiba.